# Prix Locus du meilleur recueil de nouvelles
Les prix Locus sont décernés chaque année, depuis 1971, par les lecteurs du magazine américain mensuel de science-fiction Locus lors d'un banquet annuel organisé par la Locus Science Fiction Foundation.
La catégorie du meilleur recueil de nouvelles récompense les recueils de nouvelles. Cette catégorie a été créée en 1971, année où elle récompensait également les anthologies. De 1972 à 1974, elle récompense les recueils de nouvelles et les anthologies rééditées. À partir de 1975, elle devient uniquement dédiée aux recueils de nouvelles. La catégorie a disparu en 1978 puis est réapparue en 1979. Depuis cette date, le prix est décerné chaque année.

## Palmarès
Les gagnants sont cités en premier, suivis par les autres œuvres nommées.

### Années 1970

#### 1971
The Science Fiction Hall of Fame Volume 1 par Robert Silverberg, éd.
- Nine Hundred Grandmothers par Raphael Aloysius Lafferty
- Orbit 6 par Damon Knight, éd.
- World's Best Science Fiction: 1970 par Donald A. Wollheim et Terry Carr, éds.
- Orbit 7 par Damon Knight, éd.
- Quark/1 par Samuel R. Delany et Marilyn Hacker, éds.
- Five Fates par Anonyme, éd.
- The Last Hurrah of the Golden Horde par Norman Spinrad
- Alchemy and Academe par Anne McCaffrey
- Alpha One par Robert Silverberg, éd.
- Kâ le terrifiant (The Reluctant Shaman) par Lyon Sprague de Camp
- Épées et Mort (Swords Against Death) par Fritz Leiber
- Great Short Novels of Science Fiction par Robert Silverberg, éd.
- Orbit 8 par Damon Knight, éd.
- Nova 1 par Harry Harrison, éd.

#### 1972
World's Best Science Fiction: 1971 par Donald A. Wollheim et Terry Carr, éds.
- The Hugo Winners, Volume 2 par Isaac Asimov, éd.
- Driftglass par Samuel R. Delany
- Sturgeon Is Alive and Well... par Theodore Sturgeon
- New Worlds of Fantasy No. 3 par Terry Carr, éd.
- Alpha Two par Robert Silverberg, éd.
- La Chanson du zombie (Partners In Wonder) par Harlan Ellison
- All the Myriad Ways par Larry Niven
- Down in the Black Gang and Other Stories par Philip José Farmer
- The Science Fiction Hall of Fame Volume 1 par Robert Silverberg, éd.
- Moderan par David R. Bunch
- The Best from Fantasy & Science Fiction: 19th Series par Edward L. Ferman, éd.
- Moonferns and Starsongs par Robert Silverberg
- Fun with Your New Head par Thomas M. Disch
- The Ruins of Earth par Thomas M. Disch, éd.
- Best SF: 1970 par Harry Harrison et Brian Aldiss, éds.

#### 1973
The Best Science Fiction of the Year par Terry Carr, éd.
- The 1972 Annual World's Best SF par Donald A. Wollheim, éd.
- A Science Fiction Argosy par Damon Knight, éd.
- Alpha Three par Robert Silverberg, éd.
- Dangereuse Callisto, Noël sur Ganymède, Chrono-minets et La Mère des mondes (The Early Asimov) par Isaac Asimov
- The Gold at the Starbow's End par Frederik Pohl
- Best Science Fiction for 1972 par Frederik Pohl, éd.
- The Hugo Winners, Volumes 1 & 2 par Isaac Asimov, éd.
- Le Vent venu du soleil (The Wind from the Sun) par Arthur C. Clarke
- A Day in the Life par Gardner R. Dozois, éd.
- Best SF: 1971 par Harry Harrison et Brian Aldiss, éds.
- First Person, Peculiar par T. L. Sherred
- The Astounding-Analog Reader, Volume One par Harry Harrison et Brian Aldiss, éds.
- Nebula Award Stories Seven par Lloyd Biggle, Jr., éd.
- Strange Doings par Raphael Aloysius Lafferty

#### 1974
The Best Science Fiction of the Year #2 par Terry Carr, éd.
- The Science Fiction Hall of Fame, Vol. 2a & 2b par Ben Bova, éd.
- The 1973 Annual World's Best SF par Donald A. Wollheim, éd.
- Ten Thousand Light-Years from Home par James Tiptree, Jr
- Jupiter par Carol Pohl et Frederik Pohl, éds.
- Those Who Can par Robin Scott Wilson, éd.
- The Astounding-Analog Reader, Volume Two par Harry Harrison et Brian Aldiss, éds.
- Alpha 4 par Robert Silverberg, éd.
- The Book of Philip José Farmer par Philip José Farmer
- Nebula Award Stories 8 par Isaac Asimov, éd.
- Nebula Award Stories Seven par Lloyd Biggle, Jr., éd.
- Science Fiction: The Great Years par Carol Pohl et Frederik Pohl, éds.
- The Book of Philip K. Dick par Philip K. Dick
- The Flight of the Horse par Larry Niven
- The Star Road par Gordon R. Dickson

#### 1975
The Best of Fritz Leiber par Fritz Leiber
- A Hole in Space par Larry Niven
- The Best of Stanley G. Weinbaum par Stanley G. Weinbaum
- Approaching Oblivion par Harlan Ellison
- The Book of Fritz Leiber par Fritz Leiber
- The Many Worlds of Poul Anderson par Poul Anderson
- Case and the Dreamer par Theodore Sturgeon
- Born with the Dead par Robert Silverberg

#### 1976
Aux douze vents du monde (The Wind's Twelve Quarters) par Ursula K. Le Guin
- The Best of Cordwainer Smith par Cordwainer Smith
- Deathbird Stories par Harlan Ellison
- Tales of Known Space par Larry Niven
- Warm Worlds and Otherwise par James Tiptree, Jr
- The Best of Henry Kuttner par Henry Kuttner
- The Best of C.L. Moore par Catherine Lucille Moore
- The Early del Rey par Lester del Rey
- The Infinity Box par Kate Wilhelm
- The Second Book of Fritz Leiber par Fritz Leiber
- The Feast of St. Dionysus par Robert Silverberg
- No Direction Home par Norman Spinrad
- Flûte, flûte et flûtes ! et Cher Jupiter (Buy Jupiter and Other Stories) par Isaac Asimov
- The Best of Frederik Pohl par Frederik Pohl

#### 1977
Chanson pour Lya (A Song for Lya and Other Stories) par George R. R. Martin
- Star Light, Star Bright par Alfred Bester
- The Worlds of Fritz Leiber par Fritz Leiber
- The Light Fantastic par Alfred Bester
- L'Homme bicentenaire (The Bicentennial Man and Other Stories) par Isaac Asimov
- The Best of Damon Knight par Damon Knight
- The Best of Robert Silverberg par Robert Silverberg
- The Best of Jack Vance par Jack Vance
- Alyx par Joanna Russ
- Capricorn Games par Robert Silverberg
- The Best of C.M. Kornbluth par Cyril M. Kornbluth
- The Best of John W. Campbell par John W. Campbell
- The Best of Poul Anderson par Poul Anderson
- The Best of Fredric Brown par Fredric Brown
- Les Gardiens (The Custodians and Other Stories) par Richard Cowper

#### 1979
Persistance de la vision (The Persistence of Vision) par John Varley
- Hitler peignait des roses (Strange Wine) par Harlan Ellison
- Still I Persist in Wondering par Edgar Pangborn
- The Earth Book of Stormgate par Poul Anderson
- Rêves infinis (Infinite Dreams) par Joe Haldeman
- Le Vaisseau flamme (Fireship) par Joan D. Vinge
- The Best of L. Sprague de Camp par Lyon Sprague de Camp
- Danse macabre (Night Shift) par Stephen King
- Quand Somerset rêvait (Somerset Dreams and Other Fictions) par Kate Wilhelm
- The Best of Eric Frank Russell par Eric Frank Russell
- Blood and Burning par Algis Budrys
- Night Winds par Karl Edward Wagner
- The Best Short Stories of J.G. Ballard par J. G. Ballard
- Born to Exile par Phyllis Eisenstein
- Les Cahiers de Redward Edward (The Redward Edward Papers) par Avram Davidson

### Années 1980
| Sommaire : | - Haut - 1980 - 1981 - 1982 - 1983 - 1984 - 1985 - 1986 - 1987 - 1988 - 1989 |

#### 1980
Convergent Series par Larry Niven
- Eyes of Amber and Other Stories par Joan D. Vinge
- The Stars Are the Styx par Theodore Sturgeon
- Riverworld and Other Stories par Philip José Farmer
- Fireflood and Other Stories par Vonda McIntyre
- The Best of James Blish par James Blish
- An Infinite Summer par Christopher Priest
- Green Magic: The Fantasy Realms of Jack Vance par Jack Vance
- The Star-Spangled Future par Norman Spinrad
- The Best of Hal Clement par Hal Clement
- Ship of Shadows par Fritz Leiber
- Au secours ! Je suis le Dr Morris Goldpepper (The Best of Avram Davidson) par Avram Davidson
- The Change War par Fritz Leiber
- Vectors par Charles Sheffield
- Chronomachine lente (The Very Slow Time Machine) par Ian Watson
- The Science Fiction Stories of Walter M. Miller, Jr. par Walter M. Miller
- Ladies from Hell par Keith Roberts

#### 1981
Les Mannequins (The Barbie Murders) par John Varley
- Shatterday par Harlan Ellison
- The Last Defender of Camelot par Roger Zelazny
- L'Île du docteur mort et autres histoires (The Island of Doctor Death and Other Stories and Other Stories) par Gene Wolfe
- San Diego Lightfoot Sue and Other Stories par Tom Reamy
- The Stories of Ray Bradbury par Ray Bradbury
- Expanded Universe par Robert A. Heinlein
- Antinomy par Spider Robinson
- Fundamental Disch par Thomas M. Disch
- Out There Where the Big Ships Go par Richard Cowper
- The Best of Walter M. Miller, Jr. par Walter M. Miller
- Lost Dorsai par Gordon R. Dickson
- Contes et légendes inachevés (Unfinished Tales) par J. R. R. Tolkien
- The Golden Man par Philip K. Dick
- Lore of the Witch World par Andre Norton
- Wave Rider par Hilbert Schenck (en)
- The Man Who Loved the Midnight Lady par Barry N. Malzberg
- Manifest Destiny par Barry B. Longyear
- The Science Fiction of Mark Clifton par Mark Clifton

#### 1982
Les Rois des sables (Sandkings) par George R. R. Martin
- Le Livre des fêtes (Gene Wolfe's Book of Days) par Gene Wolfe
- Les Adieux du soleil (Sunfall) par C. J. Cherryh
- Particle Theory par Edward Bryant
- Lord Darcy Investigates par Randall Garrett
- Out of the Everywhere, and Other Extraordinary Visions par James Tiptree, Jr
- Sonate sans accompagnement (Unaccompanied Sonata and Other Stories) par Orson Scott Card
- Paratime par H. Beam Piper
- The Woman Who Loved the Moon and Other Stories par Elizabeth A. Lynn
- Écoute, écoute ! (Listen, Listen) par Kate Wilhelm
- Distant Stars par Samuel R. Delany
- Winners par Poul Anderson
- The Best of John Sladek par John T. Sladek
- Father to the Stars par Philip José Farmer
- Hidden Variables par Charles Sheffield
- Loin du pays natal (Far from Home) par Walter Tevis
- A Life in the Day of... and Other Short Stories par Frank M. Robinson
- Time Travelers Strictly Cash par Spider Robinson
- Federation par H. Beam Piper
- A Glow of Candles and Other Stories par Charles L. Grant

#### 1983
Les Quatre Vents du désir (The Compass Rose) par Ursula K. Le Guin
- Chroniques de Majipoor (Majipoor Chronicles) par Robert Silverberg
- Stalking the Nightmare par Harlan Ellison
- Différentes Saisons (Different Seasons) par Stephen King
- Dilvish le Damné (Dilvish, the Damned) par Roger Zelazny
- Blooded on Arachne par Michael Bishop
- Nous les robots (The Complete Robot) par Isaac Asimov
- La Quête de Nifft-le-Mince (Nifft the Lean) par Michael Shea
- The Best of Randall Garrett par Randall Garrett
- L'Homme sans idées (The Man Who Had No Idea) par Thomas M. Disch
- Collected Fantasies of Avram Davidson par Avram Davidson
- The Best of Beaumont par Charles Beaumont
- Mythes d'un futur proche (Myths of the Near Future) par J. G. Ballard
- Le Robot qui me ressemblait (The Robot Who Looked Like Me) par Robert Sheckley
- Erasmus Magister (Erasmus Magister) par Charles Sheffield
- Maurai & Kith par Poul Anderson
- Worlds of George O. Smith par George O. Smith
- Soldier Boy par Michael Shaara

#### 1984
Unicorn Variations par Roger Zelazny
- Red as Blood par Tanith Lee
- The Sentinel par Arthur C. Clarke
- The Wind From a Burning Woman par Greg Bear
- The Zanzibar Cat par Joanna Russ
- Hoka! par Poul Anderson et Gordon R. Dickson
- The 57th Franz Kafka par Rudy Rucker
- Midas World par Frederik Pohl
- The Saint-Germain Chronicles par Chelsea Quinn Yarbro
- The Worlds of H. Beam Piper par H. Beam Piper
- Sector General par James White
- Au prix du papyrus et Les Vents du changement (The Winds of Change and Other Stories) par Isaac Asimov
- Time Patrolman par Poul Anderson
- Ringing Changes par Raphael Aloysius Lafferty
- Golden Gate and Other Stories par Raphael Aloysius Lafferty
- Fire from the Wine-Dark Sea par Somtow Sucharitkul

#### 1985
The Ghost Light par Fritz Leiber
- Pohlstars par Frederik Pohl
- Tamastara par Tanith Lee
- Des gens (extra)ordinaires (Extra(ordinary) People) par Joanna Russ
- One Winter in Eden par Michael Bishop
- Annales de la cité (The Years of the City) par Frederik Pohl
- Daughter of Regals and Other Tales par Stephen R. Donaldson
- Rhialto le merveilleux (Rhialto the Marvelous) par Jack Vance
- Utopia Hunters par Somtow Sucharitkul
- Is That What People Do? par Robert Sheckley
- Red Dreams par Dennis Etchison
- The Fire When It Comes par Parke Godwin
- Livre de sang, Une course d'enfer et Confessions d'un linceul (Clive Barker's Books of Blood, Vols. I-III) par Clive Barker
- Seasons in Flight par Brian Aldiss
- Viriconium Nights par M. John Harrison
- Robots, Androids, and Mechanical Oddities: The Science Fiction of Philip K. Dick par Philip K. Dick
- The Lunatics of Terra par John T. Sladek
- Signs and Portents par Chelsea Quinn Yarbro
- The Conglomeroid Cocktail Party par Robert Silverberg
- Watchers at the Strait Gate par Russell Kirk
- The Opium General par Michael Moorcock

#### 1986
Brume (Skeleton Crew) par Stephen King
- Les Veilleurs du feu (Fire Watch) par Connie Willis
- Limits par Larry Niven
- Nightflyers par George R. R. Martin
- Melancholy Elephants par Spider Robinson
- Apocalypses, Prison de chair et La Mort, sa vie, son œuvre (Clive Barker's Books of Blood, Vols. IV-VI) par Clive Barker
- The Gorgon par Tanith Lee
- Slow Birds and Other Stories par Ian Watson
- Dealing in Futures par Joe Haldeman
- I Hope I Shall Arrive Soon par Philip K. Dick
- Anthonology par Piers Anthony
- Byte Beautiful par James Tiptree, Jr
- Phoenix in the Ashes par Joan D. Vinge
- Flight from Nevèrÿon par Samuel R. Delany
- The Best of Marion Zimmer Bradley par Marion Zimmer Bradley
- Viriconium Nights par M. John Harrison
- Dragonfield and Other Stories par Jane Yolen
- Beastmarks par Alfred Angelo Attanasio
- Eye par Frank Herbert
- The Book of Ian Watson par Ian Watson
- Trinity and Other Stories par Nancy Kress

#### 1987
Champagne bleu (Blue Champagne) par John Varley
- Gravé sur chrome (Burning Chrome) par William Gibson
- Howard Who? par Howard Waldrop
- Visible Light par C. J. Cherryh
- Le Voyage de Haviland Tuf (Tuf Voyaging) par George R. R. Martin
- The River of Time par David Brin
- Callahan's Secret par Spider Robinson
- Le Robot qui rêvait (Robot Dreams) par Isaac Asimov
- Artificial Things par Karen Joy Fowler
- La Planète sur la table (The Planet on the Table) par Kim Stanley Robinson
- En chair étrangère (In Alien Flesh) par Gregory Benford
- The Starry Rift par James Tiptree, Jr
- Close Encounters with the Deity par Michael Bishop
- Dreams of Dark and Light par Tanith Lee
- Cascade Point and Other Stories par Timothy Zahn
- Tales of the Quintana Roo par James Tiptree, Jr
- Merlin's Booke par Jane Yolen
- Les Jeux du Capricorne (Beyond the Safe Zone) par Robert Silverberg
- Retief in the Ruins par Keith Laumer
- The Complete Nebula Award-Winning Fiction par Samuel R. Delany
- Kaeti & Company par Keith Roberts

#### 1988
Le Chasseur de jaguar (The Jaguar Hunter) par Lucius Shepard
- The Essential Ellison par Harlan Ellison
- The Collected Stories of Philip K. Dick, Vols I-V par Philip K. Dick
- And the Gods Laughed par Fredric Brown
- All About Strange Monsters of the Recent Past par Howard Waldrop
- Portraits of His Children par George R. R. Martin
- Cardography par Orson Scott Card
- Buffalo Gals and Other Animal Presences par Ursula K. Le Guin
- Les Sortilèges de la nuit (Night's Sorceries) par Tanith Lee
- Polyphemus par Michael Shea
- True Names...and Other Dangers par Vernor Vinge
- A Touch of Sturgeon par Theodore Sturgeon
- The Bridge of Lost Desire par Samuel R. Delany
- The Best of Pamela Sargent par Pamela Sargent
- Why Not You and I? par Karl Edward Wagner
- Getting Home par F. M. Busby
- Evil Water par Ian Watson
- Scared Stiff, Tales of Sex and Death par Ramsey Campbell
- Chance and Other Gestures of the Hand of Fate par Nancy Springer

#### 1989
Angry Candy par Harlan Ellison
- Crown of Stars par James Tiptree, Jr
- Le Crépuscule des épées (The Knight and Knave of Swords) par Fritz Leiber
- Other Americas par Norman Spinrad
- John the Balladeer par Manly Wade Wellman
- État de rêve (Empire Dreams) par Ian McDonald
- Cabale (Cabal) par Clive Barker
- Charles Beaumont: Selected Stories par Charles Beaumont
- Memories of the Space Age par J. G. Ballard
- The Day the Martians Came par Frederik Pohl
- À l'ouest d'octobre (The Toynbee Convector) par Ray Bradbury
- Dance Band on the Titanic par Jack L. Chalker
- The Best of John Brunner par John Brunner
- Threats...And Other Promises par Vernor Vinge
- The Book of the Damned par Tanith Lee
- Minds, Machines, & Evolution par James P. Hogan (en)
- The Selected Stories of Robert Bloch par Robert Bloch
- The Blood Kiss par Dennis Etchison
- The Hidden Side of the Moon par Joanna Russ
- Time Bomb and Zahndry Others par Timothy Zahn
- A Rendezvous in Averoigne: The Best Fantastic Tales of Clark Ashton Smith par Clark Ashton Smith
- Le Triomphe de l'ivrogne et autres contes gothiques (Blood and Water and Other Tales) par Patrick McGrath
- Busy About the Tree of Life par Pamela Zoline
- Best Science Fiction Stories of Brian W. Aldiss par Brian Aldiss
- The Wine-Dark Sea par Robert Aickman

### Années 1990
| Sommaire : | - Haut - 1990 - 1991 - 1992 - 1993 - 1994 - 1995 - 1996 - 1997 - 1998 - 1999 |

#### 1990
L'Épreuve du feu (Patterns) par Pat Cadigan
- Cristal express (Crystal Express) par Bruce Sterling
- Tangents par Greg Bear
- The Folk of the Fringe par Orson Scott Card
- Silhouettes et Toutes les couleurs de l'enfer (Endangered Species) par Gene Wolfe
- Les Frontières de l'infini (Borders of Infinity) par Lois McMaster Bujold
- Frost and Fire par Roger Zelazny
- Escape from Kathmandu par Kim Stanley Robinson
- Novelty par John Crowley
- Heatseeker par John Shirley
- By Bizarre Hands par Joe R. Lansdale
- Nouvelles, tome 1 : 1950-1953, Nouvelles, tome 2 : 1953-1959 et Nouvelles, tome 3 : 1959-2003 (Richard Matheson: Collected Stories) par Richard Matheson
- Children of the Wind: Five Novellas par Kate Wilhelm
- The Asimov Chronicles par Isaac Asimov
- Wizards' Worlds par Andre Norton
- Blue World and Other Stories par Robert McCammon
- Author's Choice Monthly Issue 1: The Old Funny Stuff par George Alec Effinger
- Women as Demons par Tanith Lee
- The Brains of Rats par Michael Blumlein
- Antique Dust par Robert Westall
- Salvage Rites and Other Stories par Ian Watson

#### 1991
Portulans de l'imaginaire (Maps in a Mirror: The Short Fiction of Orson Scott Card) par Orson Scott Card
- Her Smoke Rose Up Forever par James Tiptree, Jr
- Prayers to Broken Stones par Dan Simmons
- N-Space par Larry Niven
- The Leiber Chronicles par Fritz Leiber
- Le Bout du monde (The Ends of the Earth) par Lucius Shepard
- Minuit 2 et Minuit 4 (Four Past Midnight) par Stephen King
- À travers la Grande Porte (The Gateway Trip) par Frederik Pohl
- Points of Departure par Pat Murphy
- Le Bouclier du temps (The Shield of Time) par Poul Anderson
- Facets par Walter Jon Williams
- Slow Dancing Through Time par Gardner R. Dozois
- Lunar Activity par Elizabeth Moon
- La Foire aux atrocités (The Atrocity Exhibition) par J. G. Ballard
- Sans portes ni fenêtres (Houses Without Doors) par Peter Straub
- Fièvre guerrière (War Fever) par J. G. Ballard
- The Start of the End of It All and Other Stories par Carol Emshwiller

#### 1992
Night of the Cooters: More Neat Stories par Howard Waldrop
- Playgrounds of the Mind par Larry Niven
- Remaking History par Kim Stanley Robinson
- Gravity's Angels par Michael Swanwick
- The Best of James H. Schmitz par James H. Schmitz
- Mirabile par Janet Kagan
- The Book of the Dead par Tanith Lee
- The Adventures of Doctor Eszterhazy par Avram Davidson
- La Femme des neiges (The Bone Forest) par Robert Holdstock
- Grimscribe: His Lives and Works par Thomas Ligotti
- The Collected Short Fiction of Robert Sheckley par Robert Sheckley
- Lafferty in Orbit par Raphael Aloysius Lafferty
- Wormwood par Terry Dowling
- The Start of the End of It All par Carol Emshwiller
- Transreal! par Rudy Rucker
- Sexual Chemistry par Brian Stableford
- Courting Disasters and Other Strange Affinities par Nina Kiriki Hoffman

#### 1993
The Collected Stories of Robert Silverberg, Volume 1: Secret Sharers par Robert Silverberg
- Speaking in Tongues par Ian McDonald
- Meeting in Infinity par John Kessel
- Globalhead par Bruce Sterling
- Geodesic Dreams par Gardner R. Dozois
- Home by the Sea par Pat Cadigan
- And the Angels Sing par Kate Wilhelm
- Slightly Off-Center par Neal Barrett, Jr.
- Iron Tears par Raphael Aloysius Lafferty
- Unwillingly to Earth par Pauline Ashwell
- Blue Tyson par Terry Dowling
- The Sons of Noah & Other Stories par Jack Cady
- Mr. Fox and Other Feral Tales par Norman Partridge

#### 1994
Aux confins de l'étrange (Impossible Things) par Connie Willis
- L'Amour, la Mort (Lovedeath) par Dan Simmons
- Les Sondeurs vivent en vain et La Planète Shayol (The Rediscovery of Man: The Complete Short Science Fiction of Cordwainer Smith) par Cordwainer Smith
- Bears Discover Fire par Terry Bisson
- L'Aube de Fondation (Forward the Foundation) par Isaac Asimov
- Rêves et Cauchemars (Nightmares & Dreamscapes) par Stephen King
- The Aliens of Earth par Nancy Kress
- Les Garçons sous la pluie (Dirty Work) par Pat Cadigan
- Maureen Birnbaum, Barbarian Swordsperson: The Complete Stories par George Alec Effinger
- La Chute des Fils (The Chronicles of Pern: First Fall) par Anne McCaffrey
- Dreams Underfoot par Charles de Lint
- Rude Astronauts par Allen Steele
- Departures par Harry Turtledove
- Antiquities par John Crowley
- Contes de la fée verte (Swamp Foetus) par Poppy Z. Brite
- Alien Bootlegger and Other Stories par Rebecca Ore
- Nightshades par Tanith Lee
- Bunch! par David R. Bunch
- Alone with the Horrors par Ramsey Campbell
- Driftglass/Starshards par Samuel R. Delany
- A Tupolev Too Far par Brian Aldiss

#### 1995
Otherness par David Brin
- Pêcheur de la mer intérieure (A Fisherman of the Inland Sea) par Ursula K. Le Guin
- Matter's End par Gregory Benford
- Crashlander par Larry Niven
- Unconquered Countries par Geoff Ryman
- Travellers in Magic par Lisa Goldstein
- The Girl Who Heard Dragons par Anne McCaffrey
- The Early Fears par Robert Bloch
- The Breath of Suspension par Alexander Jablokov
- Noctuary par Thomas Ligotti
- The Passage of the Light: The Recursive Science Fiction of Barry N. Malzberg par Barry N. Malzberg
- Black Leather Required par David J. Schow
- Péchés innommables (Nameless Sins) par Nancy A. Collins
- A Knot in the Grain and Other Stories par Robin McKinley
- Haunted: Tales of the Grotesque par Joyce Carol Oates
- The Coming of Vertumnus and Other Stories par Ian Watson

#### 1996
Quatre chemins de pardon (Four Ways to Forgiveness) par Ursula K. Le Guin
- Ingathering: The Complete People Stories of Zenna Henderson par Zenna Henderson
- Bloodchild and Other Stories par Octavia E. Butler
- The Ultimate Egoist: Volume I: The Complete Stories of Theodore Sturgeon par Theodore Sturgeon
- La Trilogie steampunk (The Steampunk Trilogy) par Paul Di Filippo
- Axiomatique (Axiomatic) par Greg Egan
- The Ivory and the Horn par Charles de Lint
- Georgia on My Mind and Other Places par Charles Sheffield
- Démons intimes (Strange Highways) par Dean Koontz
- Collection d'automne (The Panic Hand) par Jonathan Carroll
- Notre-Dame de Tchernobyl (Our Lady of Chernobyl) par Greg Egan
- Tales of Zothique par Clark Ashton Smith
- A Flush of Shadows par Kate Wilhelm
- Déjeuners d'affaires avec l'Antéchrist (Lunching with the Antichrist) par Michael Moorcock
- The Secret of This Book par Brian Aldiss
- Fabulous Harbours par Michael Moorcock
- Blue Shifting par Eric Brown

#### 1997
None So Blind par Joe Haldeman
- Unlocking the air (Unlocking the Air and Other Stories) par Ursula K. Le Guin
- …mais à part ça, tout va très bien (Quicker than the Eye) par Ray Bradbury
- Bible Stories for Adults par James Morrow
- Dreamweaver's Dilemma par Lois McMaster Bujold
- All One Universe par Poul Anderson
- The Wall of the Sky, the Wall of the Eye par Jonathan Lethem
- Killdozer!: Volume III: The Complete Stories of Theodore Sturgeon par Theodore Sturgeon
- Microcosmic God: Volume II: The Complete Stories of Theodore Sturgeon par Theodore Sturgeon
- Collection d'automne (The Panic Hand) par Jonathan Carroll
- Over the River and Through the Woods: The Best Short Fiction of Clifford D. Simak par Clifford D. Simak
- At the City Limits of Fate par Michael Bishop
- Standard Candles par Jack McDevitt
- Ribofunk par Paul Di Filippo
- Schismatrice + (Schismatrix Plus) par Bruce Sterling
- Minor Arcana par Diana Wynne Jones
- The Nightmare Factory par Thomas Ligotti
- Before...12:01...After par Richard A. Lupoff
- The Invisible Country par Paul J. McAuley
- Synthesis and Other Virtual Realities par Mary Rosenblum

#### 1998
Dérapages (Slippage) par Harlan Ellison
- His Share of Glory: The Complete Short Science Fiction of C.M. Kornbluth par Cyril M. Kornbluth
- Axiomatique (Axiomatic) par Greg Egan
- Virtual Unrealities par Alfred Bester
- Think Like a Dinosaur and Other Stories par James Patrick Kelly
- Thunder and Roses: Volume IV: The Complete Stories of Theodore Sturgeon par Theodore Sturgeon
- La Dernière chanson de Sirit Byar et Le Magicien de Karakosk (Giant Bones) par Peter S. Beagle
- Vacuum Diagrams par Stephen Baxter
- Going Home Again par Howard Waldrop
- The Pure Product par John Kessel
- Petite musique de nuit (Barnacle Bill the Spacer and Other Stories) par Lucius Shepard
- The Forest of Time and Other Stories par Michael Flynn
- A Geography of Unknown Lands par Michael Swanwick
- Back in the USSA par Eugene Byrne et Kim Newman
- Le Rhinocéros qui citait Nietzsche (The Rhinoceros Who Quoted Nietzsche and Other Odd Acquaintances) par Peter S. Beagle
- Exorcisms and Ecstasies par Karl Edward Wagner
- The Arbitrary Placement of Walls par Martha Soukup
- Voyages by Starlight par Ian R. MacLeod
- Eating Memories par Patricia Anthony
- Fractal Paisleys par Paul Di Filippo
- Fabulous Harbours par Michael Moorcock

#### 1999
The Avram Davidson Treasury par Avram Davidson
- Miroirs et fumée (Smoke and Mirrors) par Neil Gaiman
- Kirinyaga (Kirinyaga) par Mike Resnick
- Radieux (Luminous) par Greg Egan
- Beaker's Dozen par Nancy Kress
- First Contacts: The Essential Murray Leinster par Murray Leinster
- Last Summer at Mars Hill par Elizabeth Hand
- The Perfect Host: Volume V: The Complete Stories of Theodore Sturgeon par Theodore Sturgeon
- An Ornament to His Profession par Charles L. Harness
- Traces par Stephen Baxter
- One Day Closer to Death par Bradley Denton
- Black Glass par Karen Joy Fowler
- The Night We Buried Road Dog par Jack Cady
- The Invisible Country par Paul J. McAuley
- A Second Chance at Eden par Peter F. Hamilton
- Collected Fictions par Jorge Luis Borges
- The Moon Maid and Other Fantastic Adventures par R. Garcia y Robertson
- Pages perdues (Lost Pages) par Paul Di Filippo
- Self Made Man (Are You Loathsome Tonight?) par Poppy Z. Brite
- Frankensteins and Foreign Devils par Walter Jon Williams
- Extrêmes (Extremities) par Kathe Koja
- Black Butterflies: A Flock on the Dark Side par John Shirley

### Années 2000
| Sommaire : | - Haut - 2000 - 2001 - 2002 - 2003 - 2004 - 2005 - 2006 - 2007 - 2008 - 2009 |

#### 2000
Les Martiens (The Martians) par Kim Stanley Robinson
- A Good Old-Fashioned Future par Bruce Sterling
- Miracle and Other Christmas Stories par Connie Willis
- The Compleat Boucher par Anthony Boucher
- Cœurs perdus en Atlantide (Hearts in Atlantis) par Stephen King
- Baby is Three: Volume VI: The Complete Stories of Theodore Sturgeon par Theodore Sturgeon
- Rainbow Mars par Larry Niven
- Moonlight and Vines par Charles de Lint
- The Dragons of Springplace par Robert Reed
- Apostrophes and Apocalypses par John Barnes
- The Collected Stories of Jack Williamson, Volume One: The Metal Man and Others par Jack Williamson
- Sex and Violence in Zero-G par Allen Steele
- What Ho, Magic! par Tanya Huff
- Reave the Just and Other Tales par Stephen R. Donaldson
- The Robot's Twilight Companion par Tony Daniel
- Self Made Man (Are You Loathsome Tonight?) par Poppy Z. Brite
- Really, Really, Really, Really Weird Stories par John Shirley
- Dragon's Fin Soup par S. P. Somtow

#### 2001
Tales of Old Earth par Michael Swanwick
- Saucer of Loneliness: Volume VII: The Complete Stories of Theodore Sturgeon par Theodore Sturgeon
- Telzey Amberdon par James H. Schmitz
- Beluthahatchie and Other Stories par Andy Duncan
- Strange Travelers par Gene Wolfe
- Major Ingredients: The Selected Short Stories of Eric Frank Russell par Eric Frank Russell
- Blue Kansas Sky par Michael Bishop
- Sister Emily's Lightship and Other Stories par Jane Yolen
- Worlds Vast and Various par Gregory Benford
- High Cotton: Selected Stories of Joe R. Lansdale par Joe R. Lansdale
- The Essential Hal Clement, Volume 2: Music of Many Spheres par Hal Clement
- Sailing to Byzantium par Robert Silverberg
- Triskell Tales par Charles de Lint
- Moon Dogs par Michael Swanwick
- Les Perséides (The Perseids and Other Stories) par Robert Charles Wilson
- In the Upper Room and Other Likely Stories par Terry Bisson
- Selected Stories par Theodore Sturgeon
- Perpetuity Blues and Other Stories par Neal Barrett, Jr.
- In the Stone House par Barry N. Malzberg
- Magie de la terreur (Magic Terror: Seven Tales) par Peter Straub
- Mixed Magics: The Worlds of Chrestomanci par Diana Wynne Jones
- Terminal Visions par Richard Paul Russo
- The Death Artist par Dennis Etchison
- Punktown par Jeffrey Thomas
- Travel Arrangements par M. John Harrison
- Kafka Americana par Jonathan Lethem et Carter Scholz

#### 2002
Contes de Terremer (Tales from Earthsea) par Ursula K. Le Guin
- The Collected Stories par Arthur C. Clarke
- The Collected Stories of Vernor Vinge par Vernor Vinge
- From These Ashes: The Complete Short SF of Fredric Brown par Fredric Brown
- Skin Folk par Nalo Hopkinson
- The Complete Science Fiction of William Tenn: Volume One, Immodest Proposals par William Tenn
- Stranger Things Happen par Kelly Link
- The Other Nineteenth Century par Avram Davidson
- Strange Trades par Paul Di Filippo
- Nouvelles complètes : Volume 1 (1956/1962), Nouvelles complètes : Volume 2 (1963/1970) et Nouvelles complètes : Volume 3 (1972/1996) (The Complete Short Stories) par J. G. Ballard
- Trigger & Friends par James H. Schmitz
- Night Moves and Other Stories par Tim Powers
- Thirteen Phantasms and Other Stories par James Blaylock
- La Cité des saints et des fous (City of Saints and Madmen: The Book of Ambergris) par Jeff VanderMeer
- Quartet par George R. R. Martin
- Strange Days: Fabulous Journeys with Gardner Dozois par Gardner R. Dozois
- Meet Me in the Moon Room par Ray Vukcevich
- Impact Parameter and Other Quantum Realities par Geoffrey A. Landis
- Futureland par Walter Mosley
- 50 in 50 par Harry Harrison
- Stories for an Enchanted Afternoon par Kristine Kathryn Rusch
- The Man with the Barbed-Wire Fists par Norman Partridge
- Other Voices, Other Doors par Patrick O'Leary
- Claremont Tales par Richard A. Lupoff
- Jubilee par Jack Dann

#### 2003
La Tour de Babylone (Stories of Your Life and Others) par Ted Chiang
- L'Anniversaire du monde (The Birthday of the World and Other Stories) par Ursula K. Le Guin
- Worlds Enough & Time par Dan Simmons
- The Collected Stories of Greg Bear par Greg Bear
- Tout est fatal (Everything's Eventual) par Stephen King
- The Fantasy Writer's Assistant and Other Stories par Jeffrey Ford
- Black Projects, White Knights: The Company Dossiers par Kage Baker
- Bright Segment: Volume VIII: The Complete Stories of Theodore Sturgeon par Theodore Sturgeon
- Strange But Not a Stranger par James Patrick Kelly
- Waifs and Strays par Charles de Lint
- Report to the Men's Club and Other Stories par Carol Emshwiller
- Selected Stories of Philip K. Dick par Philip K. Dick
- Martians and Madness: The Complete SF Novels of Fredric Brown par Fredric Brown
- Little Doors par Paul Di Filippo
- Phase Space par Stephen Baxter
- Smoke Ghost & Other Apparitions par Fritz Leiber
- Going for Infinity par Poul Anderson
- Counting Up, Counting Down par Harry Turtledove
- Toast and Other Rusted Futures par Charles Stross
- Nightmare at 20,000 Feet par Richard Matheson
- Maps: The Uncollected John Sladek par John T. Sladek

#### 2004
Changements de plans (Changing Planes) par Ursula K. Le Guin
- GRRM: A RRetrospective par George R. R. Martin
- Bradbury Stories: 100 of His Most Celebrated Tales par Ray Bradbury
- Custer's Last Jump and Other Collaborations par Howard Waldrop
- Roma Æterna (Roma Eterna) par Robert Silverberg
- And Now the News...: Volume IX: The Complete Stories of Theodore Sturgeon par Theodore Sturgeon
- Budayeen Nights par George Alec Effinger
- Transfinite: The Essential A.E. van Vogt par A. E. van Vogt
- Aye, and Gomorrah: Stories par Samuel R. Delany
- Limekiller! par Avram Davidson
- A Place So Foreign and Eight More par Cory Doctorow
- Things That Never Happen par M. John Harrison
- Brighten to Incandescence: 17 Stories par Michael Bishop
- Kalpa Imperial par Angélica Gorodischer
- Bibliomancy par Elizabeth Hand
- A New Dawn: The Don A. Stuart Stories of John W. Campbell, Jr. par John W. Campbell, Jr.
- In for a Penny par James Blaylock
- Ghosts of Yesterday par Jack Cady
- The Resurrection Man's Legacy and Other Stories par Dale Bailey
- The Selected Stories of Chad Oliver Volume 1: A Star Above It; Volume 2: Far From This Earth par Chad Oliver
- Little Gods par Tim Pratt (en)
- L'Homme qui dessinait des chats (More Tomorrow & Other Stories) par Michael Marshall Smith
- Unintended Consequences par Alexander C. Irvine
- The Two Sams: Ghost Stories par Glen Hirshberg
- Greetings from Lake Wu par Jay Lake

#### 2005
The John Varley Reader par John Varley
- The Collected Short Fiction of C. J. Cherryh par C. J. Cherryh
- Phases of the Moon: Stories from Six Decades par Robert Silverberg
- Innocents Aboard par Gene Wolfe
- Mother Aegypt and Other Stories par Kage Baker
- Secret Life par Jeff VanderMeer
- Novelties & Souvenirs: Collected Short Fiction par John Crowley
- Breathmoss and Other Exhalations par Ian R. MacLeod
- Neutrino Drag par Paul Di Filippo
- Seventy-Five: The Diamond Anniversary of a Science Fiction Pioneer par Jack Williamson
- Stable Strategies and Others par Eileen Gunn
- Trujillo and Other Stories par Lucius Shepard
- Black Juice par Margo Lanagan
- The Cat's Pajamas and Other Stories par James Morrow
- The Banquet of the Lords of Night and Other Stories par Liz Williams
- Cartomancy par Mary Gentle
- Stagestruck Vampires & Other Phantasms par Suzy McKee Charnas
- Two Trains Running par Lucius Shepard
- Morning Child and Other Stories par Gardner R. Dozois
- Partial Eclipse and Other Stories par Graham Joyce
- Love's Body, Dancing in Time par L. Timmel Duchamp
- American Sorrows par Jay Lake
- Thumbprints par Pamela Sargent

#### 2006
Magic for Beginners par Kelly Link
- En quête de Jake et autres nouvelles (Looking for Jake and Other Stories) par China Miéville
- Harrowing the Dragon par Patricia A. McKillip
- Platinum Pohl par Frederik Pohl
- Tales par H. P. Lovecraft
- The Children of the Company par Kage Baker
- Starwater Strains par Gene Wolfe
- Heart of Whitenesse par Howard Waldrop
- The Emperor of Gondwanaland and Other Stories par Paul Di Filippo
- Years in the Making: The Time-Travel Stories of L. Sprague de Camp par Lyon Sprague de Camp
- I Live With You par Carol Emshwiller
- Strange Itineraries par Tim Powers
- The Man Who Lost the Sea: Volume X: The Complete Stories of Theodore Sturgeon par Theodore Sturgeon
- The Masque of Mañana par Robert Sheckley
- Mothers and Other Monsters par Maureen F. McHugh
- Sea Kings of Mars and Otherworldly Stories par Leigh Brackett
- Fantômes - Histoires troubles (20th Century Ghosts) par Joe Hill
- Across the Wall par Garth Nix
- Two-handed Engine: The Selected Stories of Henry Kuttner & C.L. Moore par Henry Kuttner et Catherine Lucille Moore
- George Alec Effinger Live! From Planet Earth par George Alec Effinger
- Cultural Breaks par Brian Aldiss
- To Charles Fort, with Love par Caitlín R. Kiernan
- Greetings and Other Stories par Terry Bisson
- Wild Things par Charles Coleman Finlay
- The Cuckoo's Boys par Robert Reed
- The Gist Hunter and Other Stories par Matthew Hughes
- The Shadow at the Bottom of the World par Thomas Ligotti
- Little Machines par Paul J. McAuley
- Attack of the Jazz Giants and Other Stories par Gregory Frost

#### 2007
Des choses fragiles (Fragile Things) par Neil Gaiman
- The Empire of Ice Cream par Jeffrey Ford
- The Best of Philip José Farmer par Philip José Farmer
- Les Dames de Grâce Adieu (The Ladies of Grace Adieu and Other Stories) par Susanna Clarke
- Galactic North par Alastair Reynolds
- The Line Between par Peter S. Beagle
- A Separate War and Other Stories par Joe Haldeman
- Zima Blue and Other Stories par Alastair Reynolds
- In the Forest of Forgetting par Theodora Goss
- Resplendent par Stephen Baxter
- Visionary in Residence par Bruce Sterling
- Outbound par Jack McDevitt
- Map of Dreams par M. Rickert
- The Man from the Diogenes Club par Kim Newman
- Saffron and Brimstone: Strange Stories par Elizabeth Hand
- Shuteye for the Timebroker par Paul Di Filippo
- Red Spikes par Margo Lanagan
- Skinny Dipping in the Lake of the Dead: Stories par Alan DeNiro
- Alabaster par Caitlín R. Kiernan
- Pictures from an Expedition par Alexander C. Irvine
- The Ocean and All Its Devices par William Browning Spencer (en)
- Streetcar Dreams par Richard Bowes
- The Butterflies of Memory par Ian Watson
- Basic Black: Tales of Appropriate Fear par Terry Dowling
- American Morons par Glen Hirshberg

#### 2008
The Winds of Marble Arch and Other Stories par Connie Willis
- The Jack Vance Treasury par Jack Vance
- Overclocked par Cory Doctorow
- The Dog Said Bow-Wow par Michael Swanwick
- Things Will Never Be the Same: Selected Short Fiction 1980-2005 par Howard Waldrop
- New Amsterdam par Elizabeth Bear
- Gods and Pawns par Kage Baker
- Ascendancies: The Best of Bruce Sterling par Bruce Sterling
- Dagger Key and Other Stories par Lucius Shepard
- Portable Childhoods par Ellen Klages
- The Nail and the Oracle: The Complete Stories of Theodore Sturgeon, Volume XI par Theodore Sturgeon
- Hart & Boot & Other Stories par Tim Pratt (en)
- Getting to Know You par David Marusek
- Past Magic par Ian R. MacLeod
- The Imago Sequence and Other Stories par Laird Barron (en)
- The Fate of Mice par Susan Palwick (en)
- Dangerous Space par Kelley Eskridge (en)
- The Guild of Xenolinguists par Sheila Finch
- The Girl Who Loved Animals and Other Stories par Bruce McAllister
- Rynemonn par Terry Dowling

#### 2009
La Fille flûte et autres fragments de futurs brisés (Pump Six and Other Stories) par Paolo Bacigalupi
- The Best of Michael Swanwick par Michael Swanwick
- Pretty Monsters par Kelly Link
- The Drowned Life par Jeffrey Ford
- The Best of Lucius Shepard par Lucius Shepard
- Dark Integers and Other Stories par Greg Egan
- H.P. Lovecraft: The Fiction par H. P. Lovecraft
- Nano Comes to Clifford Falls and Other Stories par Nancy Kress
- Other Worlds, Better Lives: A Howard Waldrop Reader par Howard Waldrop
- The Wall of America par Thomas M. Disch
- The Baum Plan for Financial Independence and Other Stories par John Kessel
- The Adventures of Langdon St. Ives par James Blaylock
- The Serial Garden: The Complete Armitage Family Stories par Joan Aiken
- Long Walks, Last Flights, and Other Strange Journeys par Ken Scholes
- Works of Art par James Blish
- Mr. Gaunt and Other Uneasy Encounters par John Langan (en)
- The Wreck of the Godspeed and Other Stories par James Patrick Kelly
- The Ant King and Other Stories par Benjamin Rosenbaum
- Gateway to Paradise: The Collected Stories of Jack Williamson, Volume Six par Jack Williamson
- The Autopsy and Other Tales par Michael Shea
- Ten Sigmas and Other Unlikelihoods par Paul Melko

### Années 2010
| Sommaire : | - Haut - 2010 - 2011 - 2012 - 2013 - 2014 - 2015 - 2016 - 2017 - 2018 - 2019 |

#### 2010
The Best of Gene Wolfe par Gene Wolfe
- The Collected Stories of Roger Zelazny: Volumes 1-6 par Roger Zelazny
- La Petite Déesse (Cyberabad Days) par Ian McDonald
- Wireless par Charles Stross
- We Never Talk About My Brother par Peter S. Beagle
- The Collected Short Works of Poul Anderson: Volumes 1 & 2 par Poul Anderson
- Slow Sculpture: The Complete Stories of Theodore Sturgeon: Volume XII par Theodore Sturgeon
- Océanique (Oceanic) par Greg Egan
- A Is for Alien par Caitlín R. Kiernan
- Trips: The Collected Stories, Volume Four par Robert Silverberg
- The Best of Michael Moorcock par Michael Moorcock
- Wild Thyme, Green Magic par Jack Vance
- Cryptic: The Best Short Fiction of Jack McDevitt par Jack McDevitt
- Tides from the New Worlds par Tobias S. Buckell
- Infinités (The Woman Who Thought She Was a Planet and Other Stories) par Vandana Singh
- Viator Plus par Lucius Shepard
- A Book of Endings par Deborah Biancotti
- Northwest Passages par Barbara Roden
- Grazing the Long Acre par Gwyneth Jones
- Are You There and Other Stories par Jack Skillingstead
- Everland and Other Stories par Paul Witcover
- Fugue State par Brian Evenson

#### 2011
Fritz Leiber: Selected Stories par Fritz Leiber
- Mirror Kingdoms par Peter S. Beagle
- The Best of Kim Stanley Robinson par Kim Stanley Robinson
- The Collected Stories of Roger Zelazny: Volume Five: Nine Black Doves par Roger Zelazny
- What I Didn't See and Other Stories par Karen Joy Fowler
- The Collected Stories of Roger Zelazny: Volume Six: The Road to Amber par Roger Zelazny
- The Best of Larry Niven par Larry Niven
- Deep Navigation par Alastair Reynolds
- The Collected Short Works of Poul Anderson: Volume 3: The Saturn Game par Poul Anderson
- The Green Leopard Plague and Other Stories par Walter Jon Williams
- Leviathan Wept par Daniel Abraham
- The Poison Eaters and Other Stories par Holly Black
- The Ammonite Violin & Others par Caitlín R. Kiernan
- The Third Bear par Jeff VanderMeer
- Mysteries of the Diogenes Club par Kim Newman
- Case and Dreamer: The Complete Stories of Theodore Sturgeon: Volume XIII par Theodore Sturgeon
- Journeys par Ian R. MacLeod
- Occultation par Laird Barron (en)
- Hard-Luck Diggings: The Early Jack Vance par Jack Vance
- Recovering Apollo 8 par Kristine Kathryn Rusch
- Holiday par M. Rickert
- The Sky That Wraps par Jay Lake
- Diana Comet and Other Improbable Stories par Sandra McDonald
- The Juniper Tree and Other Blue Rose Stories par Peter Straub
- Amberjack par Terry Dowling
- On the Banks of the River of Heaven par Richard Parks

#### 2012
The Bible Repairman and Other Stories par Tim Powers
- After the Apocalypse par Maureen F. McHugh
- Sleight of Hand par Peter S. Beagle
- The Collected Stories of Carol Emshwiller, Volume 1 par Carol Emshwiller
- Two Worlds and In Between par Caitlín R. Kiernan
- Paradise Tales par Geoff Ryman
- The Collected Short Works of Poul Anderson, Volume 4: Admiralty par Poul Anderson
- Kurt Vonnegut: Novels & Stories 1963-1973 par Kurt Vonnegut
- Gothic High-Tech par Bruce Sterling
- When the Great Days Come par Gardner Dozois
- L'Héritage et autres nouvelles (The Inheritance and Other Stories) par Robin Hobb
- Yellowcake par Margo Lanagan
- Unpossible and Other Stories par Daryl Gregory
- Love and Romanpunk par Tansy Rayner Roberts
- Somewhere Beneath Those Waves par Sarah Monette
- The Monkey's Wedding and Other Stories par Joan Aiken
- TVA Baby and Other Stories par Terry Bisson
- The Universe of Things par Gwyneth Jones
- Matilda Told Such Dreadful Lies: The Essential Lucy Sussex par Lucy Sussex

#### 2013
Shoggoths in Bloom par Elizabeth Bear
- The Best of Kage Baker par Kage Baker
- At the Mouth of the River of Bees par Kij Johnson
- The Unreal and the Real: Selected Stories Volume One: Where on Earth and Volume Two: Outer Space, Inner Lands par Ursula K. Le Guin
- Le Dragon Griaule (The Dragon Griaule) par Lucius Shepard
- The Pottawatomie Giant and Other Stories par Andy Duncan
- Jagannath: Stories par Karin Tidbeck
- Fountain of Age par Nancy Kress
- Crackpot Palace par Jeffrey Ford
- The Collected Stories of Robert Silverberg, Volume 7: We Are for the Dark par Robert Silverberg
- Dream Castles: The Early Jack Vance, Volume Two par Jack Vance
- Silo (Wool Omnibus) par Hugh Howey
- Confessions of a Five-Chambered Heart par Caitlín R. Kiernan
- The Woman Who Married a Cloud par Jonathan Carroll
- Cracklescape par Margo Lanagan
- Last and First Contacts par Stephen Baxter
- Wonders of the Invisible World par Patricia A. McKillip
- Errantry: Strange Stories par Elizabeth Hand
- Eater-of-Bone and Other Novellas par Robert Reed
- Permeable Borders par Nina Kiriki Hoffman
- The Door Gunner and Other Perilous Flights of Fancy par Michael Bishop
- Store of the Worlds par Robert Sheckley
- Other Seasons: The Best of Neal Barrett, Jr. par Neal Barrett, Jr.
- Pardon, s'il te plaît, merci (Sorry Please Thank You) par Charles Yu (en)
- Ancient, Ancient par Kiini Ibura Salaam
- Moscow But Dreaming par Ekaterina Sedia (en)
- Birds and Birthdays par Christopher Barzak (en)
- Earth and Air: Tales of Elemental Creatures par Peter Dickinson
- Remember Why You Fear Me par Robert Shearman (en)
- The Janus Tree and Other Stories par Glen Hirshberg

#### 2014
Les Veilleurs (The Best of Connie Willis) par Connie Willis
- The Best of Joe Haldeman par Joe Haldeman
- The Bread We Eat in Dreams par Catherynne M. Valente
- Kabu Kabu (Kabu Kabu) par Nnedi Okorafor
- The Ape's Wife and Other Stories par Caitlín R. Kiernan
- Conservation of Shadows par Yoon Ha Lee
- Horse of a Different Color par Howard Waldrop
- The Beautiful Thing That Awaits Us All and Other Stories par Laird Barron (en)
- The Collected Short Works of Poul Anderson, Volume 5: The Door to Anywhere par Poul Anderson
- Five Autobiographies and a Fiction par Lucius Shepard
- The Collected Stories of Robert Silverberg, Volume Eight: Hot Times in Magma City par Robert Silverberg
- Vampires in the Lemon Grove par Karen Russell
- A Very British History: The Best Science Fiction Stories of Paul McAuley par Paul McAuley
- How the World Became Quiet par Rachel Swirsky (en)
- North American Lake Monsters par Nathan Ballingrud (en)
- Magic Highways: The Early Jack Vance, Volume Three par Jack Vance
- Au-delà du gouffre (Beyond the Rift) par Peter Watts
- Before and Afterlives par Christopher Barzak (en)
- The Greatship par Robert Reed
- Space Is Just a Starry Night par Tanith Lee
- Good-Bye, Robinson Crusoe and Other Stories par John Varley
- Adam Robots par Adam Roberts
- Antiquities and Tangibles and Other Stories par Tim Pratt (en)
- Trafalgar par Angélica Gorodischer
- The Very Best of Barry N. Malzberg par Barry N. Malzberg
- Caution: Contains Small Parts par Kirstyn McDermott (en)
- Snodgrass and Other Illusions: The Best Short Stories of Ian R. MacLeod par Ian R. MacLeod
- The Story Until Now par Kit Reed

#### 2015
Last Plane to Heaven par Jay Lake
- Academic Exercises par K. J. Parker
- The Collected Stories of Robert Silverberg, Volume Nine: The Millennium Express par Robert Silverberg
- Questionable Practices par Eileen Gunn
- The Collected Short Fiction Volume One: The Man Who Made Models par R. A. Lafferty
- Young Woman in a Garden par Delia Sherman
- Prophecies, Libels, and Dreams: Stories of Califa par Ysabeau S. Wilce
- They Do the Same Things Different There par Robert Shearman (en)
- The Bitterwood Bible and Other Recountings par Angela Slatter (en)
- Gifts for the One Who Comes After par Helen Marshall
- Secret Lives of Books par Rosaleen Love
- How a Mother Weaned Her Girl from Fairy Tales par Kate Bernheimer
- The Court of Lies par Mark Teppo
- Death at the Blue Elephant par Janeen Webb

#### 2016
Signal d'alerte (Trigger Warning: Short Fictions and Disturbances) par Neil Gaiman
- Three Moments of an Explosion par China Miéville
- The Best of Gregory Benford par Gregory Benford
- Dancing Through the Fire par Tanith Lee
- The Best of Nancy Kress par Nancy Kress
- Chroniques du chevalier errant (A Knight of the Seven Kingdoms) par George R. R. Martin
- Get in Trouble par Kelly Link
- Collected Fiction par Hannu Rajaniemi
- I Am Crying All Inside and Other Stories par Clifford D. Simak
- Falling in Love with Hominids par Nalo Hopkinson
- Beneath an Oil-Dark Sea par Caitlín R. Kiernan
- Bone Swans par C. S. E. Cooney (en)
- Grand Crusades: The Early Jack Vance, Volume Five par Jack Vance
- The Very Best of Kate Elliott par Kate Elliott
- Hidden Folk par Eleanor Arnason
- Ghost Summer: Stories par Tananarive Due
- Reality by Other Means: The Best Short Fiction of James Morrow par James Morrow
- You Have Never Been Here par Mary Rickert
- Xeelee: Endurance par Stephen Baxter
- Leena Krohn: Collected Fiction par Leena Krohn
- To Hold the Bridge par Garth Nix
- The Finest Ass in the Universe par Anna Tambour (en)
- The End of the End of Everything par Dale Bailey

#### 2017
The Paper Menagerie and Other Stories par Ken Liu
- The Found and the Lost par Ursula K. Le Guin
- The Complete Orsinia par Ursula K. Le Guin
- Beyond the Aquila Rift: The Best of Alastair Reynolds par Alastair Reynolds
- Not So Much, Said the Cat par Michael Swanwick
- A Natural History of Hell par Jeffrey Ford
- The Best of Ian McDonald par Ian McDonald
- Hwarhath Stories: Twelve Transgressive Tales by Aliens par Eleanor Arnason
- Dreams of Distant Shores par Patricia A. McKillip
- Double Tranchant (Sharp Ends) par Joe Abercrombie
- Seven Wonders of a Once and Future World and Other Stories par Caroline M. Yoachim
- The People in the Castle: Selected Strange Stories par Joan Aiken
- Slipping: Stories, Essays, & Other Writing par Lauren Beukes
- Early Days: More Tales from the Pulp Era par Robert Silverberg
- A Feast of Sorrows par Angela Slatter (en)
- Swift to Chase par Laird Barron (en)
- The Assimilated Cuban's Guide to Quantum Santeria par Carlos Hernandez
- Amaryllis and Other Stories par Carrie Vaughn
- On the Eyeball Floor and Other Stories par Tina Connolly (en)
- Project Elfhome par Wen Spencer (en)
- Interior Darkness: Selected Stories par Peter Straub
- Greener Pastures par Michael Wehunt
- Fournaise (Furnace) par Livia Llewellyn (en)

#### 2018
Ursula K. Le Guin: The Hainish Novels and Stories par Ursula K. Le Guin
- La Mythologie viking (Norse Mythology) par Neil Gaiman
- Six mois, trois jours (Six Months, Three Days, Five Others) par Charlie Jane Anders
- Son corps et autres célébrations (Her Body and Other Parties) par Carmen Maria Machado
- The Refrigerator Monologues par Catherynne M. Valente
- The Overneath par Peter S. Beagle
- Cat Pictures Please and Other Stories par Naomi Kritzer (en)
- Drôle de temps (Strange Weather) par Joe Hill
- Tender par Sofia Samatar
- Wicked Wonders par Ellen Klages (en)
- The Emerald Circus par Jane Yolen
- Down and Out in Purgatory: The Collected Stories of Tim Powers par Tim Powers
- Fire. plus "The Saffron Gatherers" and "Beyond Belief: On Becoming a Writer" and "Flying Squirrels in the Rafters" Outspoken Interview and much more par Elizabeth Hand
- Tanith by Choice: The Best of Tanith Lee par Tanith Lee
- Dear Sweet Filthy World par Caitlín R. Kiernan
- Telling the Map par Christopher Rowe
- So You Want to Be a Robot par A. Merc Rustad
- You Should Come with Me Now par M. John Harrison
- Totalitopia plus "This Is Our Town" and "Everything That Rises" and "Paul Park's Hidden Worlds" and "I Did Crash a Few Parties" Outspoken Interview and Much More par John Crowley
- The Man with the Speckled Eyes par R. A. Lafferty
- Winter Children and Other Chilling Tales par Angela Slatter (en)
- The Unorthodox Dr. Draper and Other Stories par William Browning Spencer (en)
- Concentration par Jack Dann
- What It Means When a Man Falls from the Sky par Lesley Nneka Arimah (en)

#### 2019
Lumières noires (How Long ’til Black Future Month?) par N. K. Jemisin
- An Agent of Utopia par Andy Duncan
- The Future Is Blue par Catherynne M. Valente
- Feu et Sang (Fire & Blood) par George R. R. Martin
- How to Fracture a Fairy Tale par Jane Yolen
- Starlings par Jo Walton
- The Dinosaur Tourist par Caitlín R. Kiernan
- The Tangled Lands par Paolo Bacigalupi et Tobias S. Buckell
- Brief Cases par Jim Butcher
- All the Fabulous Beasts par Priya Sharma
- Ambiguity Machines and Other Stories par Vandana Singh
- Friday Black (Friday Black) par Nana Kwame Adjei-Brenyah (en)
- A Cathedral of Myth and Bone par Kat Howard (en)
- The Sacerdotal Owl and Three Other Long Tales of Calamity, Pilgrimage, and Atonement par Michael Bishop
- The Father of Lies par K. J. Parker
- The Promise of Space and Other Stories par James Patrick Kelly
- Tales from the Inner City par Shaun Tan
- Dreadful Young Ladies and Other Stories par Kelly Barnhill
- Forget the Sleepless Shores par Sonya Taaffe

### Années 2020
| Sommaire : | - Haut - 2020 - 2021 - 2022 - 2023 - 2024 - 2025 |

#### 2020
Expiration (Exhalation) par Ted Chiang
- Sooner or Later Everything Falls into the Sea par Sarah Pinsker
- Of Wars, and Memories, and Starlight par Aliette de Bodard
- Snow White Learns Witchcraft par Theodora Goss
- Le Carrousel infernal (Full Throttle) par Joe Hill
- Hexarchate Stories par Yoon Ha Lee
- The Best of Greg Egan par Greg Egan
- Meet Me in the Future par Kameron Hurley
- The Best of R.A. Lafferty par R. A. Lafferty
- The Very Best of Caitlín R. Kiernan par Caitlín R. Kiernan
- And Go Like This par John Crowley
- Growing Things and Other Stories par Paul Tremblay
- ...and Other Disasters par Malka Older (en)
- Homesick par Nino Cipri (en)
- Atlas de l’enfer (Wounds: Six Stories from the Border of Hell) par Nathan Ballingrud (en)
- The City and the Cygnets: An Alternative History of the Atlanta Urban Nucleus in the 21st Century par Michael Bishop
- Unforeseen par Molly Gloss
- All Worlds Are Real par Susan Palwick (en)
- Big Cat & Other Stories par Gwyneth Jones
- Episodes: Short Stories par Christopher Priest

#### 2021
The Hidden Girl and Other Stories par Ken Liu
- The Best of Elizabeth Bear par Elizabeth Bear
- La Pilule suivi de Big Girl et autres textes (Big Girl Plus The Pill Plus Such People in It and Much More) par Meg Elison
- The Midnight Circus par Jane Yolen
- Nine Bar Blues par Sheree Renée Thomas
- The Best of Jeffrey Ford par Jeffrey Ford
- Si ça saigne (If It Bleeds) par Stephen King
- Analog/Virtuel (Analog/Virtual: And Other Simulations of Your Future) par Lavanya Lakshminarayan
- The Postutopian Adventures of Darger and Surplus par Michael Swanwick
- Everyone on the Moon Is Essential Personnel par Julian K. Jarboe
- We All Hear Stories in the Dark par Robert Shearman (en)
- Velo/Cities? par Kathe Koja
- Children of the Fang and Other Genealogies par John Langan (en)
- Settling the World: Selected Stories 1970-2020 par M. John Harrison
- The Voyages of Cinrak the Dapper par A. J. Fitzwater
- The Grand Tour par E. Catherine Tobler
- The Heart Is a Mirror for Sinners & Other Stories par Angela Slatter (en)
- The Best of Michael Marshall Smith par Michael Marshall Smith
- The Road to Woop Woop and Other Stories par Eugen Bacon (en)
- Aftermath of an Industrial Accident par Mike Allen (en)
- Songs for Dark Seasons par Lisa L. Hannett
- Thin Places par Kay Chronister

#### 2022
Even Greater Mistakes par Charlie Jane Anders
- Spirits Abroad par Zen Cho (en)
- Never Have I Ever par Isabel Yap
- Midnight Doorways: Fables from Pakistan par Usman T. Malik (en)
- The Ghost Sequences par A. C. Wise (en)
- Belladonna Nights and Other Stories par Alastair Reynolds
- The Best of Elizabeth Hand par Elizabeth Hand
- Shoggoths in Traffic and Other Stories par Tobias S. Buckell
- Alias Space and Other Stories par Kelly Robson
- Big Dark Hole par Jeffrey Ford
- The Best of Walter Jon Williams par Walter Jon Williams
- Burning Girls and Other Stories par Veronica Schanoes (en)
- Robot Artists & Black Swans: The Italian Fantascienza Stories par Bruce Sterling
- The Glassy, Burning Floor of Hell par Brian Evenson
- The Truth and Other Stories par Stanisław Lem
- The Best of Harry Turtledove par Harry Turtledove
- The Tallow-Wife and Other Tales par Angela Slatter (en)
- The Art of Space Travel and Other Stories par Nina Allan
- Reconstruction par Alaya Dawn Johnson
- The First Law of Thermodynamics Plus Someone Else's Problem Plus Who Owns Cyberpunk? and Much More par James Patrick Kelly
- Six Dreams About the Train and Other Stories par Maria Haskins
- The Complete Short Fiction of Peter Straub par Peter Straub
- Everything in All the Wrong Order: The Best of Chaz Brenchley par Chaz Brenchley (en)
- The Burning Day and Other Strange Stories par Charles Payseur
- How to Get to Apocalypse and Other Disasters par Erica L. Satifka
- Walking on Cowrie Shells: Stories par Nana Nkweti

#### 2023
Boys, Beasts & Men par Sam J. Miller
- La Légion des souvenirs (Memory’s Legion: The Complete Expanse Story Collection) par James S. A. Corey
- The Memory Librarian: And Other Stories of Dirty Computer par Janelle Monáe et al.
- Our Fruiting Bodies par Nisi Shawl
- Breakable Things par Cassandra Khaw (en)
- Night Shift par Eileen Gunn
- Illuminations (Illuminations) par Alan Moore
- Geometries of Belonging par R. B. Lemberg (en)
- The Best of Lucius Shepard: Vol. 2 par Lucius Shepard
- Dark Breakers par C. S. E. Cooney (en)

#### 2024
White Cat, Black Dog par Kelly Link
- No One Will Come Back For Us par Premee Mohamed (en)
- Lost Places par Sarah Pinsker
- Skin Thief par Suzan Palumbo
- The Wishing Pool and Other Stories par Tananarive Due
- The Essential Peter S. Beagle, Volumes 1 & 2 par Peter S. Beagle
- The Best of Catherynne M. Valente, Volume One par Catherynne M. Valente
- Zen and the Art of Starship Maintenance and Other Stories par Tobias S. Buckell
- Jackal, Jackal par Tobi Ogundiran
- The Best of Michael Swanwick, Volume Two par Michael Swanwick
- Sir Hereward and Mister Fitz par Garth Nix
- Jewel Box par E. Lily Yu (en)
- The Wolfe at the Door par Gene Wolfe
- The Collected Enchantments par Theodora Goss
- The Privilege of the Happy Ending par Kij Johnson
- Monstrous Alterations par Christopher Barzak (en)
- The Voice That Murmurs in the Darkness par James Tiptree, Jr.
- The Dead Man and Other Horror Stories par Gene Wolfe
- You Are My Sunshine and Other Stories par Octavia Cade
- The Way Home par Peter S. Beagle
- Under My Skin par K. J. Parker
- H'ard Starts: The Early Waldrop par Howard Waldrop
- Ragged Maps par Ian R. MacLeod
- Where Rivers Go to Die par Dilman Dila (en)
- The Wrong Girl & Other Warnings par Angela Slatter (en)
- Uranians par Theodore McCombs

#### 2025
Le Lac des âmes (Lake of Souls) par Ann Leckie
- Buried Deep and Other Stories par Naomi Novik
- Convergence Problems par Wole Talabi (en)
- Jamaica Ginger and Other Concoctions par Nalo Hopkinson
- Plus noir que noir (You Like it Darker) par Stephen King
- Not a Speck of Light par Laird Barron (en)
- Power to Yield and Other Stories par Bogi Takács
- Weird Black Girls par Elwin Cotman
- The History of the World Begins in Ice par Kate Elliott
- Kindling par Kathleen Jennings
- Tomorrowing par Terry Bisson
- Greatest Hits par Harlan Ellison
- Ghostroots par Pemi Aguda
- Good Night, Sleep Tight par Brian Evenson
- Craft: Stories I Wrote for the Devil par Ananda Lima
- A Jura for Julia par Ken MacLeod
- She's Always Hungry par Eliza Clark (en)
- Mouth par Puloma Ghosh
- Pick Your Potion par Ephiny Gale
- Collecting Myself: The Uncollected Stories of Barry N. Malzberg par Barry N. Malzberg
- Long par Michael Blumlein